# Dobra rycerskie
Dobra rycerskie (łac. praedium nobilium sive equestrum, niem. Rittergut) – majątki ziemskie w Niemczech, których właściciele zobowiązani byli pełnić służbę rycerską lub płacić specjalny podatek w przypadku wojny. Z posiadaniem majątku rycerskiego związane były pewne uprawnienia (nobilitas realis): posiadacze byli zwolnieni ze zwykłych podatków, z obowiązku zakwaterowania żołnierzy i zabierania chłopów z majątku do przymusowej pracy w czasie wojny. Oprócz tego posiadali stały mandat w sejmiku krajowym (Landtag) i prawo sądownictwa patrymonialnego, myślistwa i rybołówstwa na własnym terenie.
Przez wiele wieków wyłącznie szlachta miała prawo nabywać dobra rycerskie. Zmieniono to dopiero ok. 1820 r., odbierając jednocześnie posiadaczom takich majątków większość uprawnień, z których do początku XX wieku pozostały tylko tzw. patronat kościelny (prawo veta przy obsadzaniu stanowiska proboszcza – funkcja kolatorska) i szkolny (wpływ na obsadzenie stanowisk nauczycielskich na terenie majątku rycerskiego). W Prusach dobra rycerskie pozostały niezależnymi jednostkami administracji komunalnej do 1929 r. Nazwa „Rittergut” utrzymała się do 1945 r.
Inny typ dóbr rycerskich to tzw. domeny państwowe – w Polsce królewszczyzny, wydzierżawione przez suzerena osobom pochodzenia szlacheckiego, które posiadały uprawnienia związane z Rittergutem, nie będąc jego właścicielami.
Przykład typowego Rittergutu: Pawłowice (Wrocław).